# Luba Edlina
Luba Edlina-Dubinski (Любовь Едлина; * 28. September 1929 in Charkow, Ukrainische Sozialistische Sowjetrepublik, Sowjetunion; † 4. Oktober 2018 in Bloomington (Indiana)) war eine sowjetische Pianistin und Musikpädagogin.
Edlina begann mit fünf Jahren, Klavier zu spielen, trat neunjährig zum ersten Mal öffentlich auf und wurde im Alter von 17 Jahren am Moskauer Konservatorium aufgenommen, wo Jakow Flier ihr Lehrer war. Am Konservatorium lernte sie ihren künftigen Ehemann Rostislaw Dubinski kennen, der Gründungsmitglied des Borodin-Quartetts war und ihr Interesse für die Kammermusik weckte. Zwanzig Jahre lang war sie regelmäßige Partnerin des Borodin-Quartetts.
1976 verließen Edlina und ihr Mann die Sowjetunion und gingen zunächst in die Niederlande. Dort unterrichtete sie am Konservatorium Rotterdam, bildete mit ihrem Mann ein Duo sowie mit diesem und dem Cellisten Juli Turowski das Borodin-Trio. Mit beiden Ensembles trat sie in den nächsten zwanzig Jahren weltweit auf und spielte zahlreiche Werke der Literatur für Klaviertrio und die Duobesetzung Klavier-Violine bzw. Klavier-Cello ein. Als Solistin nahm sie u. a. die Intermezzi von Johannes Brahms und die Lieder ohne Worte von Felix Mendelssohn Bartholdy auf. Ab 1981 war sie Professorin für Klavier an der Jacobs School of Music der Indiana University Bloomington.